# Inas gyíkvirág
Az inas gyíkvirág (Cnidium dubium) az ernyősvirágzatúak (Apiales) rendjébe, ezen belül a zellerfélék (Apiaceae) családjába tartozó faj.

## Elterjedése
Az inas gyíkvirág keleti faj, Közép-Európában ritka.

## Megjelenése
Az inas gyíkvirág kétéves, 30-60 centiméter magas növény. Szára alul hengeres, felül szögletes. Levelei kétszeresen-háromszorosan szárnyaltak vagy szárnyasan hasogatottak. A szárlevelek hüvelye hosszú, rásimuló. A virágok 15-30 sugarú ernyőben helyezkednek el. Gallér nincs vagy kevés levelű. A gallérkalevelek nagyszámúak. A termés kerek vagy tojás alakú.

## Életmódja
Az inas gyíkvirág nedves, elárasztott folyó menti rétek lakója. Tápanyagban gazdag agyagtalajokon nő.
A virágzási ideje júliustól szeptember végéig tart.

## Képek

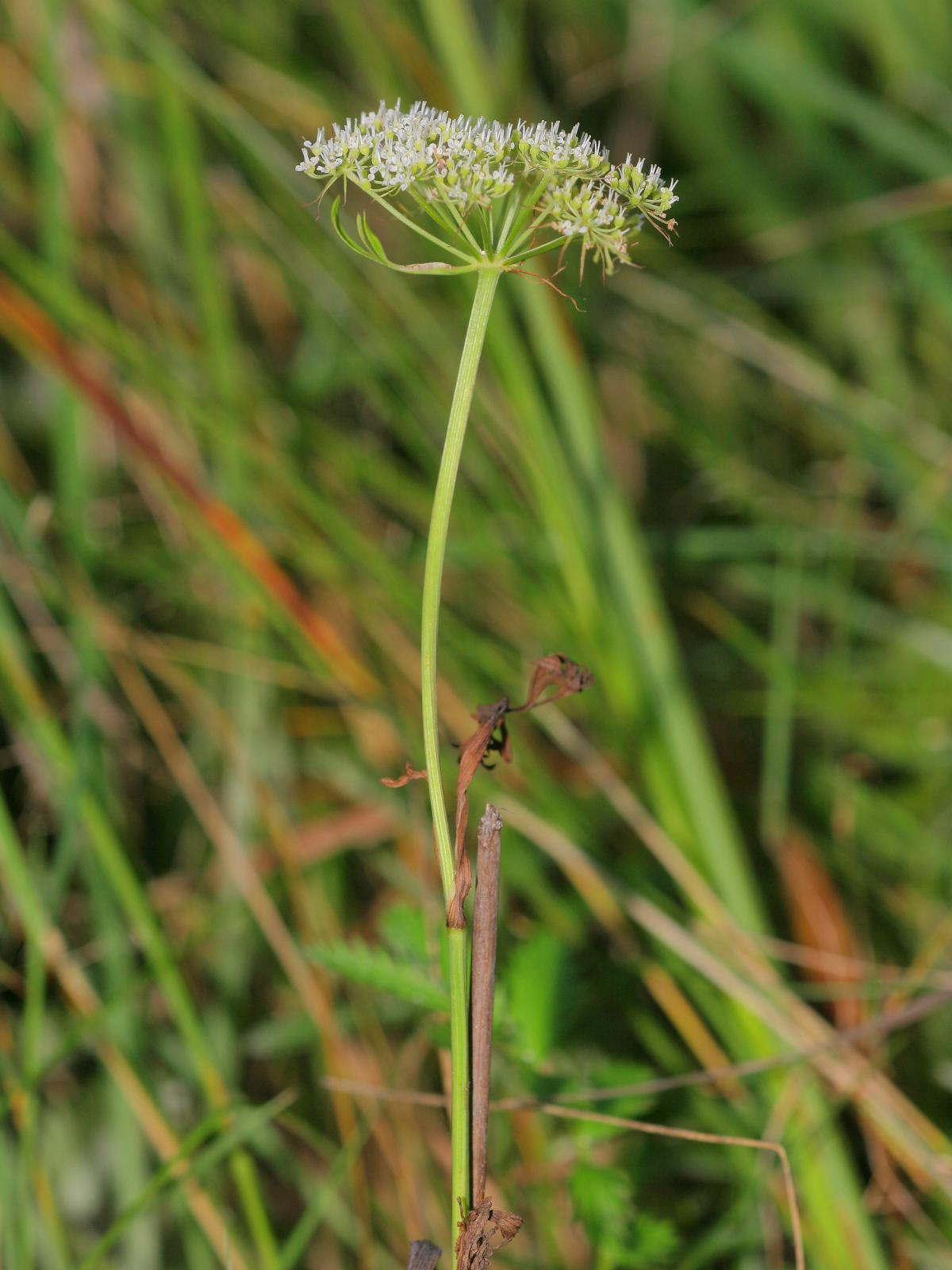
a növény
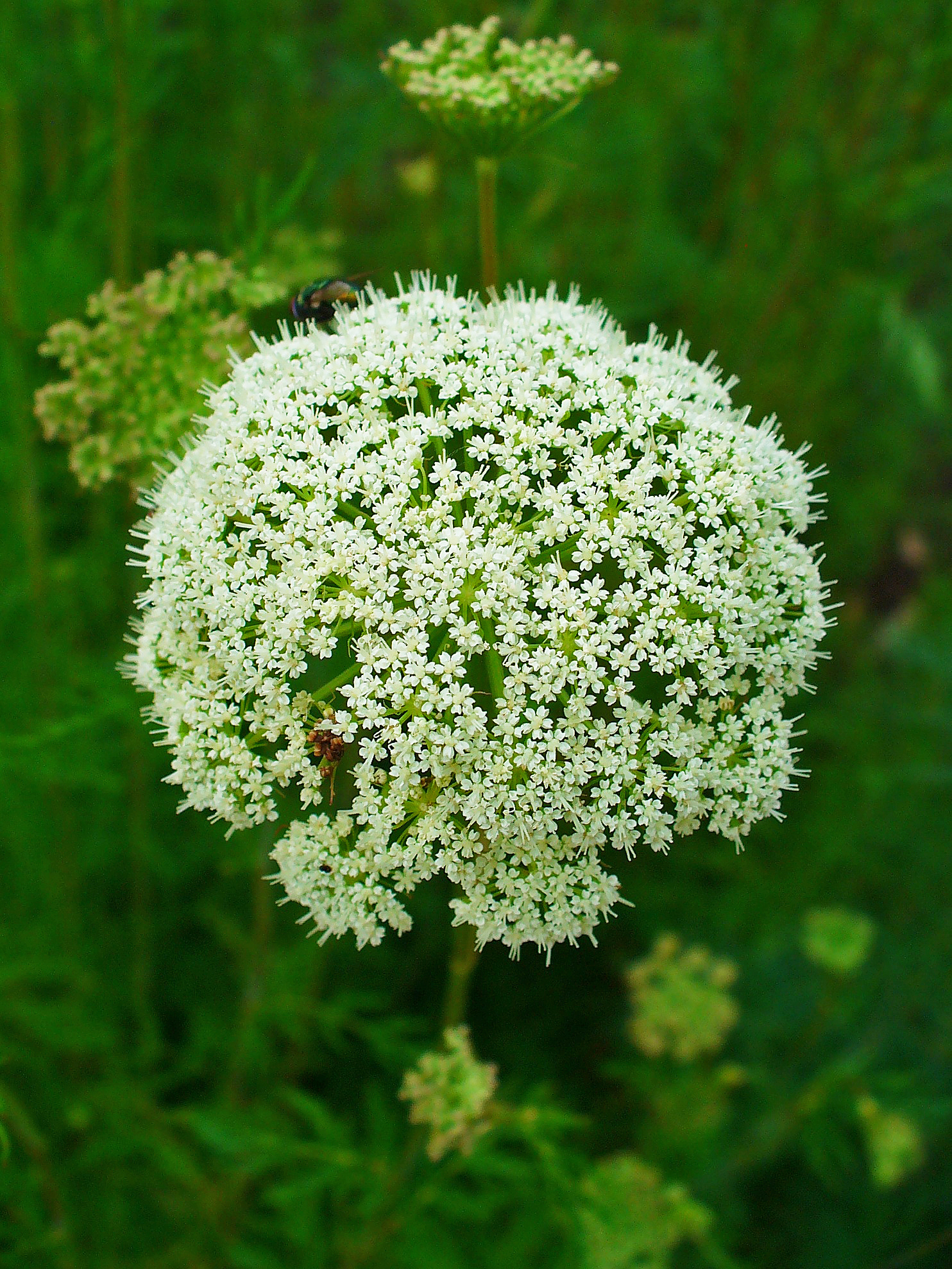
virágai
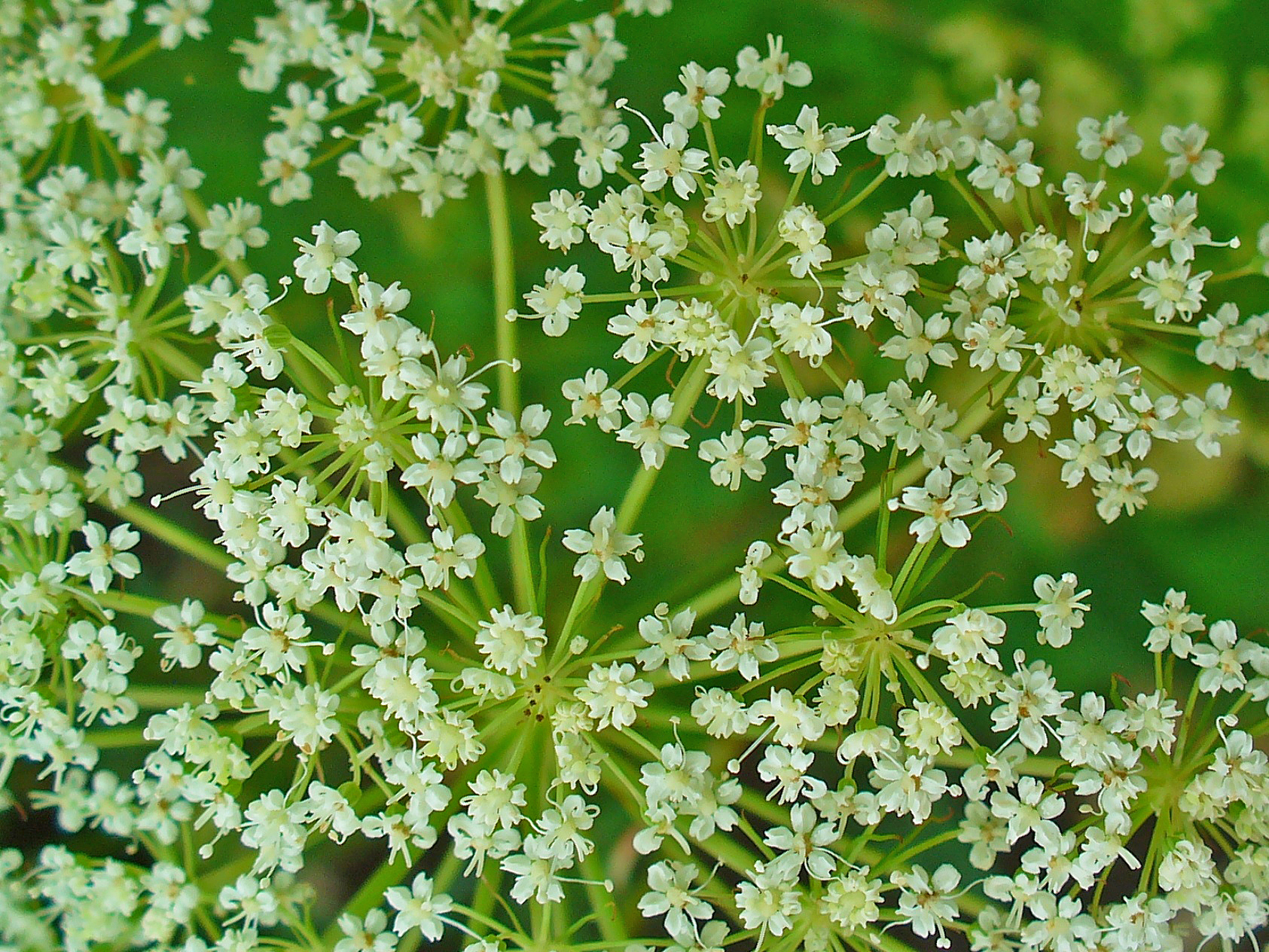
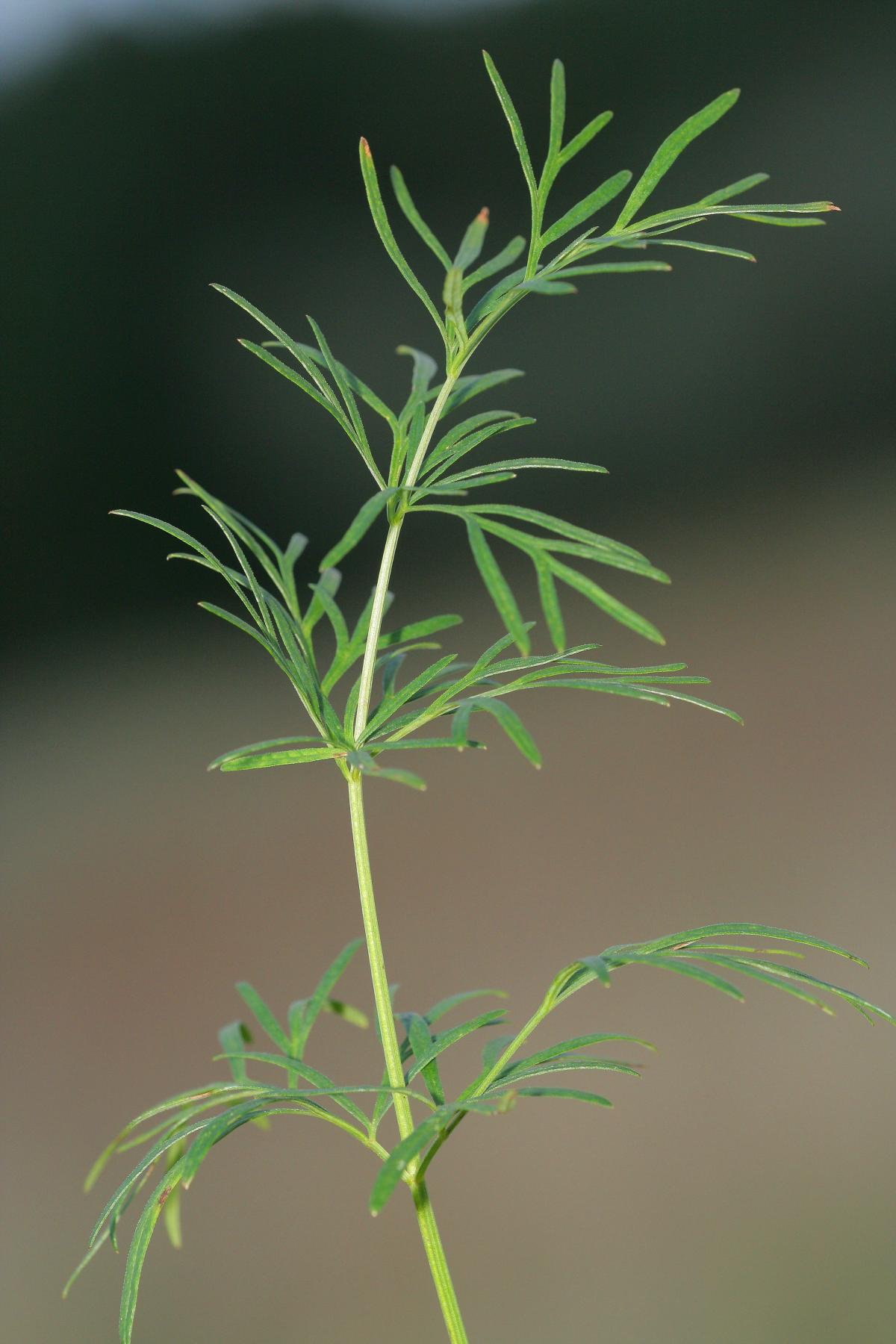
levelei
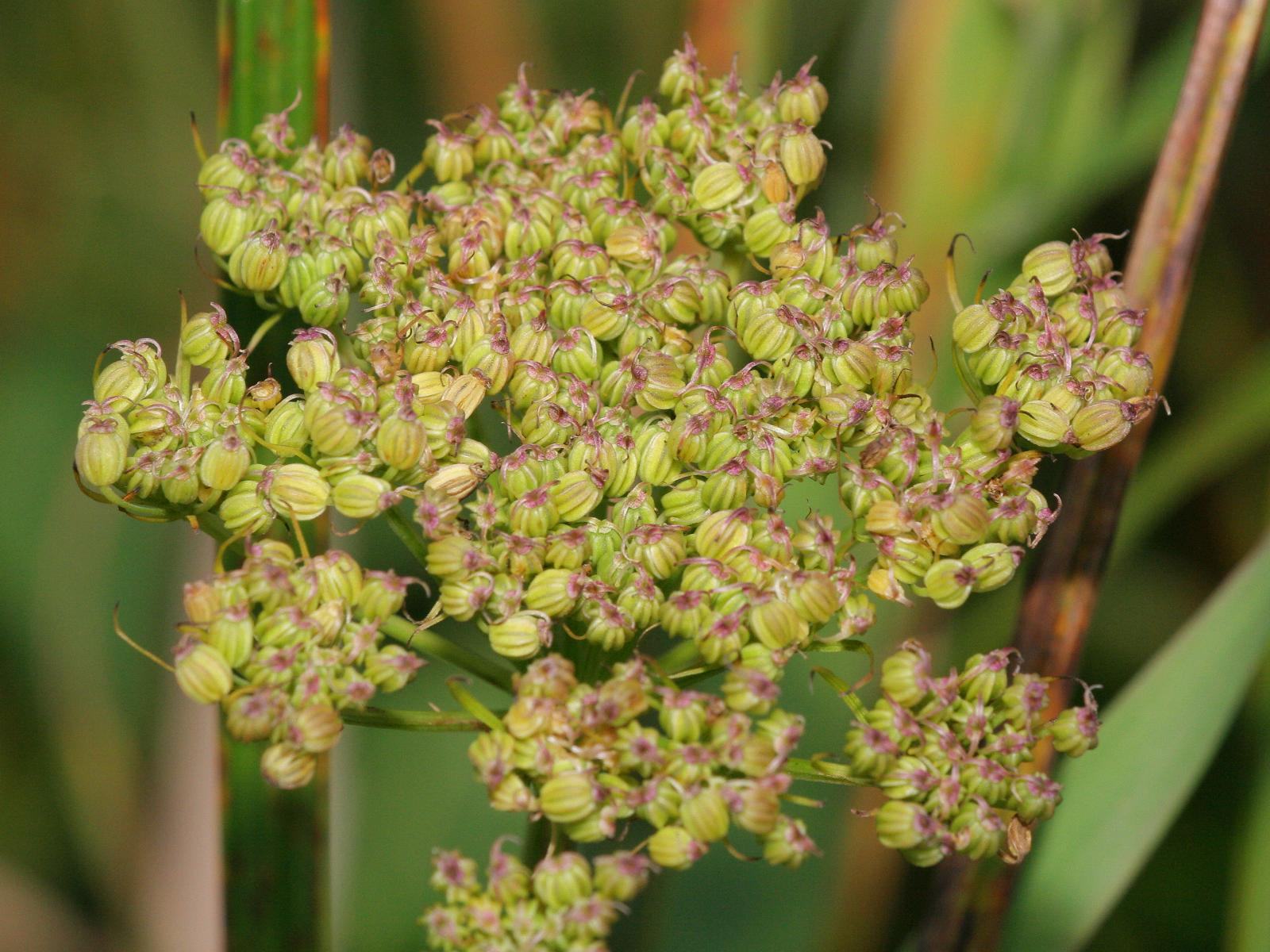
termései
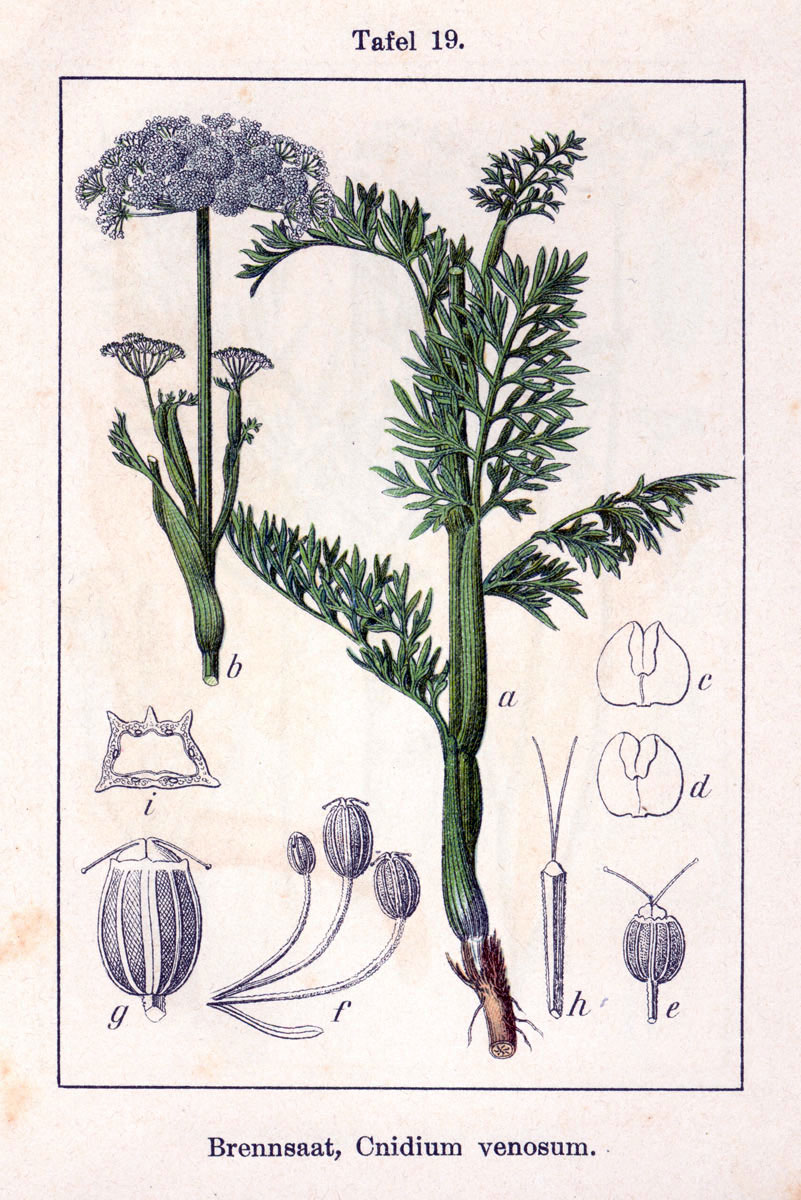
rajz a növényről